# Мирошниченко, Денис Николаевич
Денис Николаевич Мирошниченко (укр. Денис Миколайович Мiрошниченко; род. 8 января 1987, Ворошиловград, Украинская ССР, СССР) — украинский и российский политический деятель. Председатель Народного совета Луганской Народной Республики с 21 ноября 2017 года. Находится под персональными международными санкциями.

## Биография
Денис Мирошниченко родился 8 января 1987 года в Ворошиловграде (ныне Луганск). Окончил Луганскую академию культуры и искусств имени Матусовского в 2011 году. Работал в школе эстетического воспитания № 1 педагогом по классу фортепиано. Работал директором коммунального предприятия «Спорт для всех». Избран в Артёмовский райсовет Луганска от Партии регионов. Участвовал в выборах 2014 и 2019 года в Народный совет Луганской Народной Республики. Был избран в Народный совет от блока «Мир Луганщине». С 22 декабря 2017 года председатель Народного совета ЛНР. Был депутатом Артёмовского народного совета Луганска. Вступил в партию Единая Россия.
Из-за поддержки российской агрессии и нарушения территориальной целостности Украины во время российско-украинской войны находится под персональными международными санкциями всех стран Европейского союза, Канады, Швейцарии, Австралии, Японии, Украины, Новой Зеландии.

## Награды
- Орден Дружбы (2021 год, Южная Осетия)[6]
- Медаль «За мужество и доблесть» (30 апреля 2021 года, Республика Крым)[7]